# Podmornice klase UC II
Klasa UC II, klasa njemačkih obalnih podmornica-minopolagača u uporabi tijekom Prvog svjetskog rata.

## Razvoj
Ograničavanjem podmorničarskog rata protiv trgovačkog prometa Velike Britanije u ljeto 1915. i s praktičnim prestankom prestankom torpednih napada u jesen iste godine, djelovanje podmornica-minopolagača postalo je za njemačku mornaricu od iznimne važnosti. Upravo zbog tih okolnosti UI je napravio novi projekt obalne podmornice-minopolagača, deplasmana oko 400 tona, koja je derivirana iz projekta podmornice UC I. 
Osnovni tehnički i taktički zahtjevi koji su stavljeni pred konstruktore odnosili su se ponajprije na povećanje dimenzija i deplasmana te 50% povećanje broja ukrcanih mina uz ugradnju moćnijeg sustava torpedno-topničkog naoružanja. Tim početnim zahtjevima dodan je nešto kasnije još jedan, koji će se pokazati kao odlučujući za značajno povećanje proračunskog deplasmana u odnosu na klasu UC I.

Radilo se o zahtjevu da ove podmornice budu sposobne morskim putom doploviti do austrougarskih pomorskih baza i arsenala u Boki kotorskoj i Puli, odakle bi mogle biti uspješno uporabljene za borbena djelovanja po cijelom Mediteranu. Uvažavajući sve taktičko?tehničke zahtjeve, konstruktori su pripremili radikalno novi projekt podmornice?minopolagača.
Podmornice nove klase građene su po ratnim ugovorima C i H kao službeno odobreni Projekt 41. Poznate su u podmorničarskoj povijesti kao klasa UC II. Dana 29. kolovoza 1915. odlučeno je da se prvih devet podmornica ove klase (UC16 - UC24) izgradi u brodogradilištu Blohm & Voss u Hamburgu, dok bi se sljedećih devet jedinica (UC25 - UC33) gradilo također u hamburškom brodogradilištu Vulcan.

Uboote Inspektion (UI) se zdušno zalagao i zagovarao kod najviših vojnih autoriteta narudžbu i izgradnju što većeg broja ovih podmornica. U to vrijeme (jesen 1915.) u vrhu njemačke carske mornarice došli su na ideju da se sve do tog trenutka "preživjele" torpedne podmornice klase UB modificiraju u klasu UC II. Međutim, analiza te ideje se pokazala preskupom i tehnološki zahtjevnom tako da se od nje brzo odustalo.

Istovremeno je donijeta odluka da se nastavi s izgradnjom novih jedinica klase UC II. Sredinom studenog, točnije 20. studenog 1915. mornarica je naručila novih 15 podmornica, čija je gradnja raspoređena na tri brodogradilišta; 6 u Blohm & Voss (UC34 - UC39); 6 u brodogradilištu Vulcan (UC40 - UC45) te 3 u brodogradilištu AG Wesser (UC46 - UC48).

Prvog siječnja 1916. grossadmiral von Tirpitz zatražio je od UI studiju o tome koliko podmornica-minopolagača klase UC II mogu izgraditi i opremiti njemačka brodogradilišta do konca te godine. Motiv admirala bila je spoznaja da bi se masovnim razmjerom miniranja morskih putova, Velikoj Britaniji i Francuskoj ali i SAD-u mogli nanijeti katastrofalni gubici na moru koji bi svoj učinak vrlo brzo pokazali i na kopnenim operacijama sila Antante.

Odgovor UI-a stigao je vrlo brzo, već 8. siječnja u kojom je potvrđeno da je njemačka brodograđevna industrija sposobna do konca tekuće godine izgraditi ukupno 31 podmornicu klase UC II. Nakon samo tri dana (11. siječnja) potpisani su ugovori s brodogradilištima o izgradnji tih podmornica prema sljedećem rasporedu: Germaniawerft - 6 (UC49-54); KWD - 6 (UC55 - 60), AG Weser - 4 (UC61-64); Blohm&Voss - 9 (UC65-73); Vulcan - 6 (UC74 -79).

Sve u svemu u razdoblju od 1915. do 1917. naručene su i izgrađene ukupno 64 podmornice ove klase u pet različitih brodogradilišta.

## Opis
S tehnološke točke gledišta klasa UC II se drastično razlikovala od svoje prethodnice, klase UC I. Konstrukcijski, na njoj je izveden povratak gradnji dvotrupnih podmornica.

Klasa UC II znatno je povećana dimenzijski i deplasmanski. Unutrašnjost podmornice bila je podijeljena na 7 vodonepropusnih prostora a lansirne minske cijevi su bile smještene u međuprostor pramčanog dijela podmornice. S obzirom na činjenicu da su se podmornice klase UC II gradile u čak pet brodogradilišta i čak 10 serija, među njima je bilo i određenih konstruktivnih razlika kao i razlika u ugrađenoj opremi. Tako je volumen trim i balastnih tankova varirao od 17,6 do 20,7 m3 kroz čak 5 različitih međuvolumena.

Propulzija je također ponovo utemeljena na daleko pouzdanijem dvoosovinskom sustavu s dva glavna dizel-motora i dva dvostruka dinamo-motora po jednoj osovini. I u segmentu motorizacije bilo je mnogo raznolikosti, pa su u podmornice ugrađivani MAN-ovi, MAN-Blohm&Voss, Daimlerovi i Köertingovi šestocilindrični četverotaktni glavni motori te BB&Cie i SSW pomoćni dinamo-motori (u različitim međusobnim kombinacijama) za proizvodnju električne struje.

Dinamo-motori su napajali dvije Afagove baterije od po 62 članka. Instalirana snaga glavnih dizel-motora kretala se od 500 do 600 KS, dočim su instalirani dinamo-motori mogli razviti ukupno od 460 do 600 KS na kasnijim serijama. Dvije propelerske osovine završavale su trokrakim propelerima čiji je promjer varirao u pet različitih veličina: od 1,23 (1,24; 1,25; 1,29) do 1,30 m.
Sve su podmornice bile opremljene s prednjim i stražnjim hidrofolnim površinama (kormilima dubine) i kormilarskim uređajem s dva lista kormila. U ovisnosti od volumena trim i balastnih tankova ovisio je i volumen koji je ostajao na raspolaganju za ukrcaj dizelskog goriva koji je iznosio 41, 43, 55 ili 56 tona. S tim podatkom je u direktnoj vezi bio i doplov podmornica koji se kretao od minimalnih 7280 Nm (UC46-48) do 10400 Nm (UC65-73).

S obzirom na činjenicu da su posljednje dvije serije podmornica klase UC II bile opremljene najsnažnijim inačicama glavnih i dinamo-motora one su se odlikovale i najvećim maksimalnim površinskim i podvodnim brzinama unutar čitave klase. U površinskoj plovidbi dostizale bi 12 a u podvodnoj 7,4 čv (UC65-73).
Naoružanje klase UC II bio je sljedeći segment koji se također drastično razlikovao u odnosu na klasu UC I. Kako je to već prije bilo rečeno borbeni komplet mina povećan je za 50% pa je tako u pramčanom minskom spremištu bilo dovoljno prostora za ukrcaj 18 mina tipa UC 200.

Šest lansirnih cijevi promjera 1000 mm bilo je raspoređeno u dvije skupine po tri cijevi na svakom boku a bile su smještene u međuprostoru između lakog i čvrstog trupa. Nadalje, ova je klasa dobila mnogo jače torpedno naoružanje koje se sastojalo od triju torpednih cijevi kalibra 500 mm. Torpedne cijevi bile su raspoređene u konfiguraciji 2+1, s tim da je krmena torpedna cijev za razliku od pramčanih bila postavljena ispod konstruktivne vodne crte. U borbenom kompletu ovih podmornica nalazilo se 7 torpeda. Standardni dio oružnog sustava bio je i palubni top tipa Uk 88/30 mm s 133 granate, kao i teška strojnica s 150 metaka.

Radi ugrađenih pramčanih torpednih cijevi podmornica je dobila i drugi periskop (jedan u tornju a drugi u brodskoj centrali). Na podmornicama koje su dočekale posljednju ratnu godinu top od 88 mm bio je zamijenjen većim i snažnijim topom tipa Utof 105/45 mm sa 120 granata u borbenom kompletu.
 
Posada od 23 člana imala je na raspolaganju i jedan gumeni spasilački čamac za napuhivanje komprimiranim zrakom koji je bio pospremljen u posebnom spremištu u krmenom međuprostoru. 

## Operativna uporaba
Premda su podmornice klase UC II bile namijenjene za izlazak i dugotrajni boravak na otvorenom moru, njihova oprema i udobnost za posadu su bili prilično oskudni. Njezine manevarske sposobnosti nisu znatnije odskakale od dostignuća ranijih klasa. Novi oblik modificiranog pramca dodatno je otežavao manevriranje a široko postavljene torpedne cijevi na pramcu uzrokovale su dodatno zapljuskivanje raspršivanje morske vode po pramčanoj palubi i kontrolnom tornju podmornice (što je posebno bilo neugodno za topnike koji su morali opsluživati pramčani top ili tešku strojnicu tijekom površinskog napada tim oružjima).
Tijekom Prvog svjetskog rata 19 podmornica klase UC II doplovilo je iz Njemačke do austrougarskih baza u Puli i Boki kotorskoj. Iz tih baza su pod vojnopomorskom zastavom Austro-Ugarske djelovale osim u Jadranskom, još i u Jonskom, Egejskom, Mramornom i Crnom moru.

Od ukupno 64 izgrađene podmornice klase UC II, ratna djelovanja je preživjelo samo njih osamnaest. Za vrijeme rata, podmornice ove klase obavile su 564 borbene misije polaganja mina. Odgovorne su za potapanje 1770 trgovačkih i ratnih brodova s ukupnih 2 426 460 brt.